# Residencia Asistida de Ancianos
El Hogar Provincial de la Diputación (también Residencia Asistida de Ancianos) es un conjunto de edificios del término municipal español de Almería, en Andalucía.

## Ubicación
Se encuentra en la carretera de El Mamí de Almería, capital de la provincia homónima, en Andalucía. Está ubicado en la barriada de La Cañada de San Urbano.

## Descripción
El complejo está ocupado por una residencia de ancianos. Figura en la Guía Digital del Patrimonio Cultural de Andalucía, identificado por el código 01040130081.
Se trata de un conjunto de edificios que ordenan una manzana en la expansión Norte de Almería, junto a la Residencia Virgen del Mar, dando cabida a un complejo educativo y residencial infantil compuesto por residencia, aulario, talleres, comedor, piscina y pistas deportivas. La decisión arquitectónica de partida consistió en trazar una ordenación que diera respuesta a las transitadas vías a las que se enfrenta manteniendo una cierta intimidad en los espacios libres interiores. Por ello la disposición ortogonal y simétrica de los volúmenes que componen el hogar configura un enclave de acceso nítido, un eje vertebrador propio y una diluida presencia en el perímetro. El edificio de aulas, eje central de la composición, se estructura en forma de peine abierto al este, presentando su fachada más representativa al acceso.